# پولیکارپ
پولیکارپ (به انگلیسی: Polycarp) یا پولیکارپوس (به یونانی: Πολύκαρπος با تلفظ Polýkarpos؛ به لاتین: Polycarpus؛ ۶۹ – ۱۵۵ پس از میلاد) یک اسقف سمیرانا مسیحی در سده دوم میلادی بود. گروهی از مسیحیان او را شهید می‌دانند. گفته می‌شود که او را به تیری بستند و به آتش کشیدند و در همان حال با چاقو به جانش افتادند. پولیکارپ به عنوان یک قدیس و از پدران اولیه کلیسا در کلیساهای ارتدکس شرقی، ارتدوکسی مشرقی قدیم، کاتولیک، آنگلیکان و لوتری در نظر گرفته می‌شود.

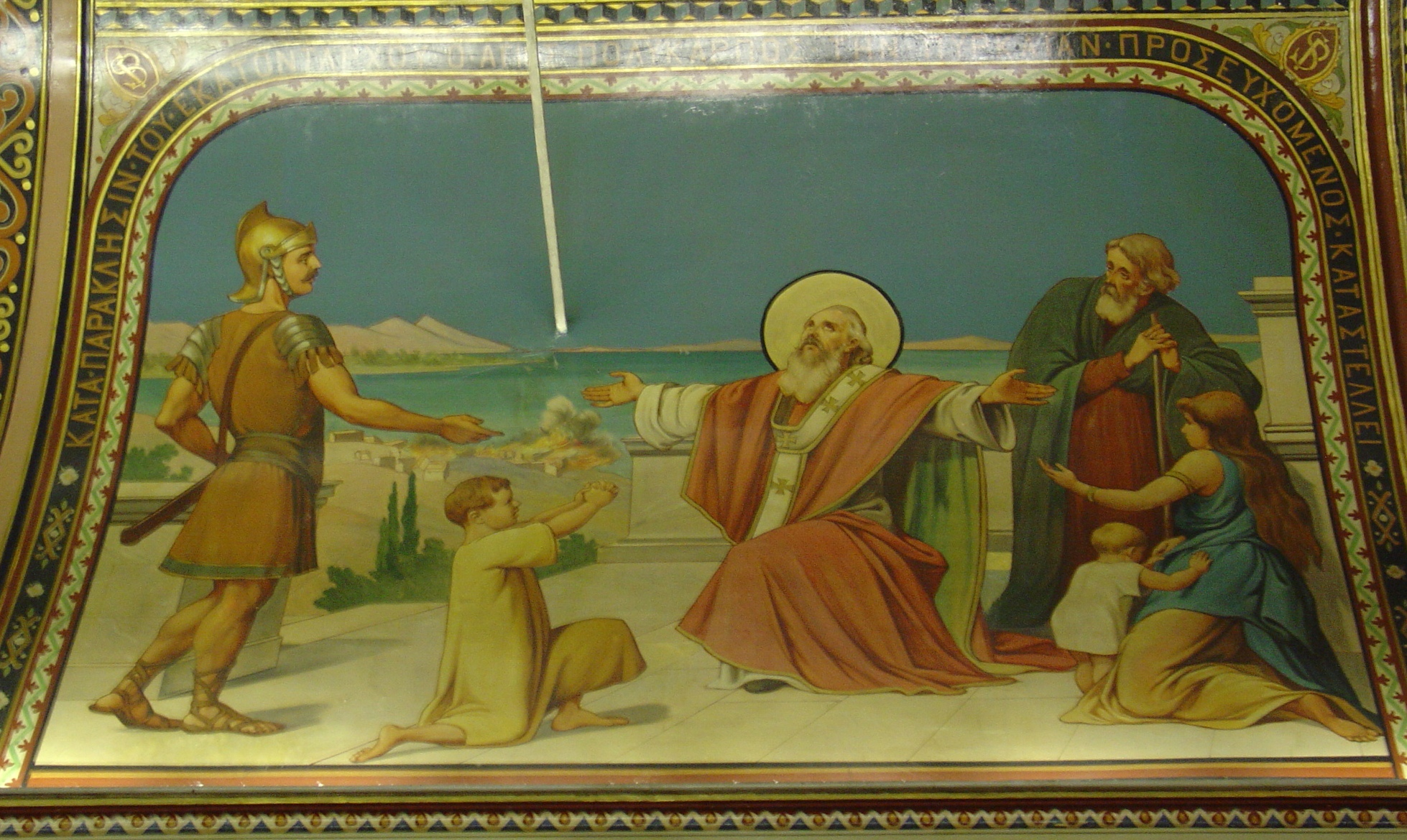
سنت پولیکارپ به‌طور معجزه آسایی آتش را در شهر سمیرانا خاموش می‌کند. ازمیر، ترکیه